# Pseudoleptaleus
Pseudoleptaleus is een geslacht van kevers van de familie snoerhalskevers (Anthicidae).

## Soorten
- P. arcuatus Krekich-Strassoldo, 1914
- P. argutus Bonadona, 1989
- P. asmatus Telnov, 2007
- P. baloghi Uhmann, 1983
- P. basirufus Bonadona, 1989
- P. cephalotes Pic, 1922
- P. decellei Bonadona, 1969
- P. dentatus Dajoz, 1980
- P. dromedarioides Telnov, 2005
- P. dubiosus Bonadona, 1969
- P. formicabilis Telnov, 2007
- P. formicomorphus Telnov, 2007
- P. gibber Bonadona, 1981
- P. humeralis Pic, 1950
- P. jaccoudi Bonadona, 1989
- P. kristinae Telnov, 2007
- P. limbourgi Telnov, 2007
- P. mateui Bonadona, 1959
- P. mirei Bonadona, 1964
- P. moestus Krekich-Strassoldo, 1931
- P. nitens Uhmann, 1995

- P. perangustus Bonadona, 1969
- P. pocsi Uhmann, 1983
- P. punctatithorax Telnov, 1998
- P. rougoni Bonadona, 1984
- P. royi Bonadona, 1969
- P. schuelei Uhmann, 1990
- P. sichuanus Telnov, 2005
- P. sulcatithorax Pic, 1931
- P. testaceicornis Uhmann, 1983
- P. yalaensis Uhmann, 1983